# Pommard (AOC)
Pour l’article homonyme, voir Pommard (homonymie).
Le pommard, est un vin français d'appellation d'origine contrôlée (AOC), produit sur une partie de la commune de Pommard, en Côte-d'Or. Il s'agit uniquement d'un vin rouge de cépage pinot noir.
Il est classé parmi les appellations communales du vignoble de la côte de Beaune.

## Histoire

### Antiquité
L’édit de l'empereur romain Domitien, en 92, interdisait la plantation de nouvelles vignes hors d’Italie ; il fit arracher partiellement les vignes en Gaule afin d’éviter la concurrence. Le vignoble restant suffisait aux besoins locaux. Mais Probus annula cet édit en 280. En 312, un disciple d'Eumène rédigea la première description du vignoble de la Côte d'Or.

### Moyen Âge

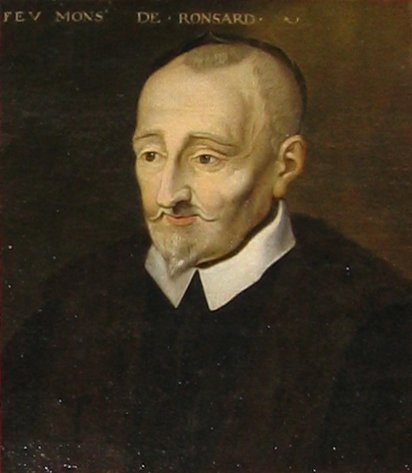
Ronsard.

Dès le début du VIe siècle, l’implantation du christianisme avait favorisé l’extension de la vigne par la création d’importants domaines rattachés aux abbayes. Ainsi l'abbaye de Cîteaux (créée en 1098) avec des plantations en Côte-d'Or. En l'an 1395, Philippe le Hardi décida d’améliorer la qualité des vins et interdit la culture du gamay au profit du pinot noir dans ses terres. Enfin en 1416, Charles VI fixa par un édit les limites de production du vin de Bourgogne. À la mort de Charles le Téméraire, le vignoble de Bourgogne fut rattaché à la France, sous le règne de Louis XI.

### Période moderne
Ronsard écrivait et se réjouissait : « ... qu'un si petit endroit puisse donner naissance à un si grand vin! ». Henri IV appréciait ce vin. À la révocation de l'Édit de Nantes, certains habitants de Pommard, de religion protestante, furent obligés d'émigrer et ce sont eux qui importèrent le vin de leur pays et le firent connaître là ou ils étaient. Louis XV aimait le pommard.
Aussi, en 1700, l'intendant Ferrand rédigea-t-il un Mémoire pour l'instruction du duc de Bourgogne lui indiquant que dans cette province les vins les meilleurs provenaient des « vignobles [qui] approchent de Nuits et de Beaune ».

### Période contemporaine

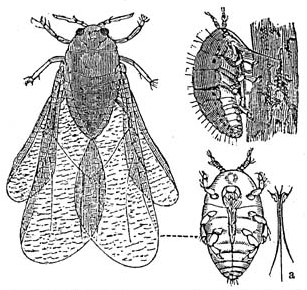
Phylloxéra.

#### XIXesiècle
En 1826, le vignoble de Pommard comptait environ 700 hectares de vignes, mais comprenait aussi des surfaces produisant des vins ordinaires. Dans les décennies 1830-1840, la pyrale survint et attaqua les feuilles de la vigne. Elle fut suivie d'une maladie cryptogamique, l'oïdium.
Victor Hugo appréciait beaucoup ce vin. Le millésime 1865 a donné des vins aux teneurs naturelles en sucres très élevées, et des vendanges assez précoces. À la fin de ce siècle arrivèrent deux nouveaux fléaux de la vigne. Le premier fut le mildiou, autre maladie cryptogamique, le second le phylloxéra. Cet insecte térébrant venu d'Amérique mit très fortement à mal le vignoble. Après de longues recherches, on finit par découvrir que seul le greffage permettrait à la vigne de pousser en présence du phylloxéra.

#### XXesiècle
Le mildiou provoqua un désastre considérable en 1910.
Henri Gouges avait rejoint au niveau national le combat mené par le sénateur Joseph Capus et le baron Pierre Le Roy de Boiseaumarié qui allait aboutir à la création des appellations d'origine contrôlée. Il devint le bras droit du baron à l'INAO. 
Le Pommard est devenu AOC en 1936.
À partir de 1970, les importants achats des États-Unis ont entraîné une augmentation très importante des prix. À la fin des années 1970, ce vignoble comptait 340 hectares de vignes. Les techniques en viticulture et œnologie ont bien évolué depuis 50 ans (vendange en vert, table de triage, cuve en inox, pressoir électrique puis pneumatique, enjambeur qui remplace le cheval dans les années 1960-1970...).

#### XXIesiècle
Avec la canicule de 2003, les vendanges débutèrent pour certains domaines cette année-là à la mi-août, soit avec un mois d'avance, des vendanges très précoces qui ne s'étaient pas vues depuis 1422 et 1865 d'après les archives.

## Étymologie
Pommard remonte en fait à la plus haute Antiquité. Ce nom provenait, dit-on, de Pomone, la déesse des fruits et des jardins, que ses premiers habitants vénéraient. En 1004, le village s'appelait Polmareum qui deviendra pendant toute la durée du XIIIe et XIVe siècles Pomareum, du latin Pomarium qui veut dire « verger ».

## Situation géographique

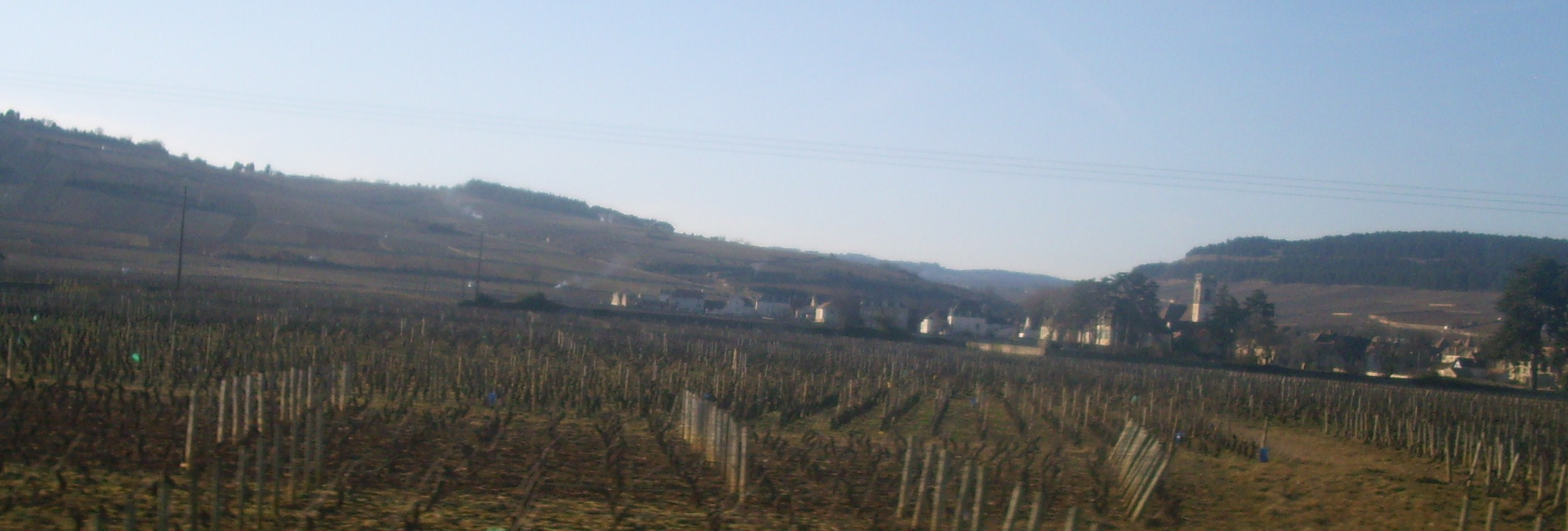
Vue d'une partie du vignoble de Pommard.

Le vignoble se trouve à côté de Beaune, entre le vignoble de cette ville au nord et celui plus au sud produisant le volnay et au-delà le meursault. 

### Géologie et orographie
Dans la partie la moins élevée du vignoble, on trouve des alluvions anciennes. Au milieu des coteaux, les sols argilo-calcaire sont bien drainés grâce à un cailloutis de débris rocheux. En haut du vignoble, on trouve des marnes de l'Oxfordien (période du Jurassique), des sols bruns calciques et bruns calcaires.

### Climatologie
C'est un climat tempéré à légère tendance continentale.
Valeurs climatiques de Dijon, car Pommard est situé en dessous de cette ville.
Pour la ville de Dijon (316 mètres), les valeurs climatiques jusqu'à 1990 :
| Mois                              | jan. | fév. | mars | avril | mai  | juin | jui. | août | sep. | oct. | nov. | déc. | année |
| --------------------------------- | ---- | ---- | ---- | ----- | ---- | ---- | ---- | ---- | ---- | ---- | ---- | ---- | ----- |
| Température minimale moyenne (°C) | −1   | 0,1  | 2,2  | 5     | 8,7  | 12   | 14,1 | 13,7 | 10,9 | 7,2  | 2,5  | −0,2 | 6,3   |
| Température moyenne (°C)          | 1,6  | 3,6  | 6,5  | 9,8   | 13,7 | 17,2 | 19,7 | 19,1 | 16,1 | 11,3 | 5,6  | 2,3  | 10,5  |
| Température maximale moyenne (°C) | 4,2  | 7    | 10,8 | 14,7  | 18,7 | 22,4 | 25,3 | 24,5 | 21,3 | 15,5 | 8,6  | 4,8  | 14,8  |
| Précipitations (mm)               | 49,2 | 52,5 | 52,8 | 52,2  | 86,3 | 62,4 | 51   | 65,4 | 66,6 | 57,6 | 64,2 | 62   | 732,2 |

## Vignoble

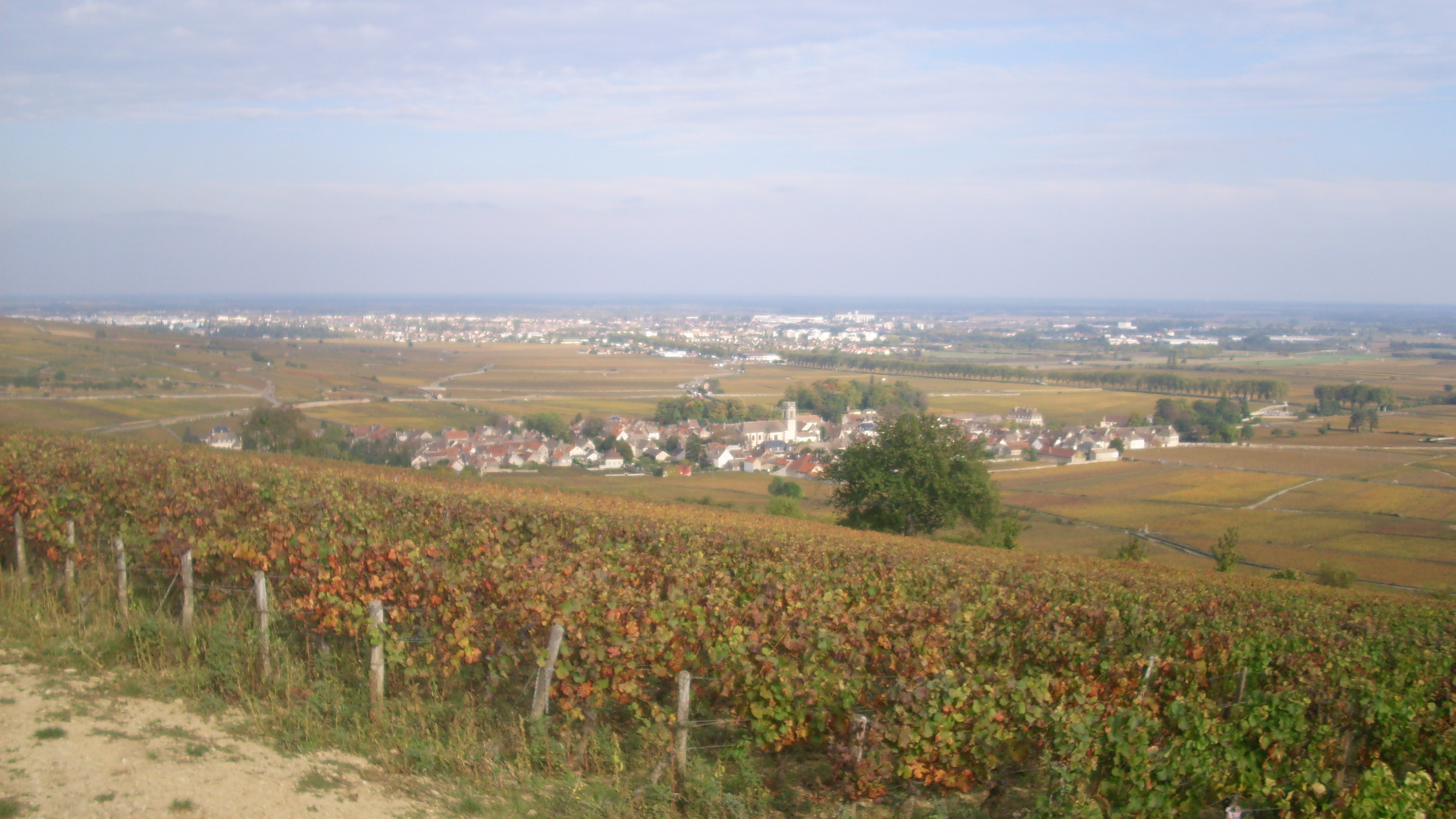
Vue de Pommard.

### Présentation
Le vignoble s'étend sur 321,63 hectares dont 115,82 hectares classés en premier cru (28 appellations). La récolte moyenne annuelle représente 13 124 hectolitres dont 4 559 hectolitres de premier cru. 
Le nom de l’appellation pommard peut être suivie soit de premier cru ou du nom du climat d’origine ou de l’un et de l’autre, soit du seul nom du climat pour les vins provenant de parcelles non classées en premier cru.
Le pommard n'est vinifié qu'en vin rouge. 

### Climats
- Climats classés comme premiers crus : Clos Blanc, Clos de la Commaraine, Clos de Verger, Clos des Epeneaux, Derrière Saint Jean, En Largillière, La Chanière, La Platière, La Refène, Le Clos Micot, Le Village, Les Arvelets, Les Bertins, Les Boucherottes, Les Chanlins Bas, Les Chaponnières, Les Charmots, Les Combes Dessus, Les Croix Noires, Les Fremiers, Les Grands Epenots, Les Jarolières, Les Petits Epenots, Les Pézerolles, Les Poutures, Les Rugiens Bas, Les Rugiens Hauts et Les Saussilles[17].

### Encépagement
Les cépages utilisés sont d'une part à hauteur maximale de 15 % le pinot gris G (appelé localement pinot beurot) et d'autre part le pinot noir N et le pinot liébault N (rouge).
Il est constitué de petites grappes denses, en forme de cône de pin composées de grains ovoïdes, de couleur bleu sombre. C'est un cépage délicat, qui est sensible aux principales maladies et en particulier au mildiou, au rougeot parasitaire, à la pourriture grise (sur grappes et sur feuilles), et aux cicadelles. Ce cépage, qui nécessite des ébourgeonnages soignés, a tendance à produire un nombre important de grapillons. Il profite pleinement du cycle végétatif pour mûrir en première époque. Le potentiel d'accumulation des sucres est élevé pour une acidité juste moyenne et parfois insuffisante à maturité. Les vins sont assez puissants, riches, colorés, de garde. Ils sont moyennement tanniques en général.

### Méthodes culturales

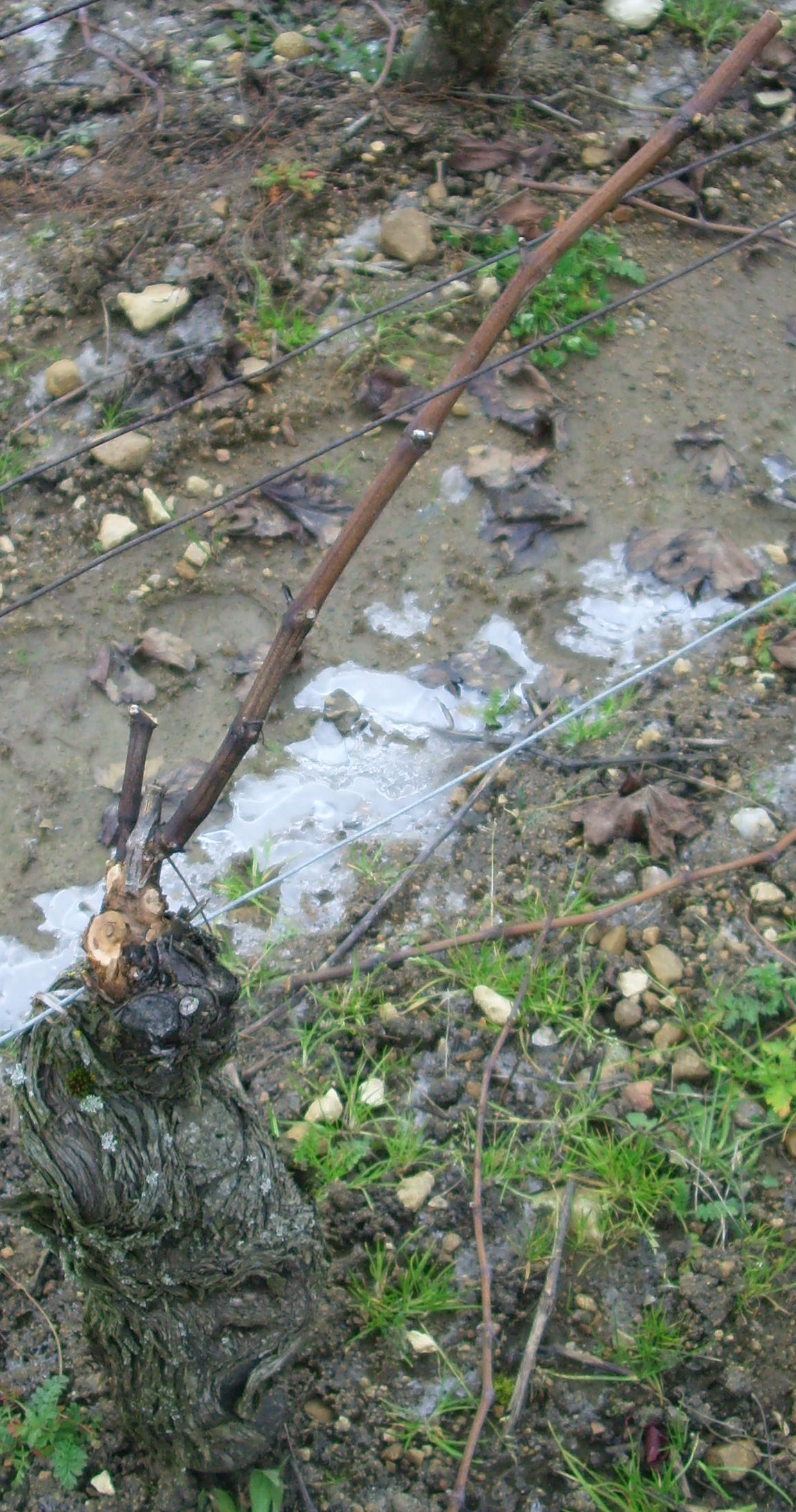
Pied de vigne taillé en guyot simple.

#### Travail manuel
Ce travail commence par la taille, en « guyot simple », avec une baguette de cinq à huit yeux et un courson de un à trois yeux. Le tirage des sarments suit la taille. Les sarments sont enlevés et peuvent être brûlés ou mis au milieu du rang pour être broyés. On passe ensuite aux réparations. Puis vient le pliage des baguettes. Éventuellement, après le pliage des baguettes, une plantation de nouvelles greffes est réalisée. L'ébourgeonnage peut débuter dès que la vigne a commencé à pousser. Cette méthode permet, en partie, de réguler les rendements. Le relevage est pratiqué lorsque la vigne commence à avoir bien poussé. En général, deux à trois relevages sont pratiqués. La vendange en vert est pratiquée de plus en plus dans cette appellation. Cette opération est faite dans le but de réguler les rendements et surtout d'augmenter la qualité des raisins restants. Pour finir avec le travail manuel à la vigne, se réalise l'étape importante des vendanges.

#### Travail mécanique
L'enjambeur est d'une aide précieuse. Les différents travaux se composent du broyage des sarments, réalisé lorsque les sarments sont tirés et mis au milieu du rang. De trou fait à la tarière, là où les pieds de vignes sont manquants, en vue de planter des greffes au printemps. De labourage ou griffage, réalisé dans le but d'aérer les sols et de supprimer des mauvaises herbes. De désherbage fait chimiquement pour tuer les mauvaises herbes. De plusieurs traitements des vignes, réalisés dans le but de les protéger contre certaines maladies cryptogamiques (mildiou, oïdium, pourriture grise, etc.) et certains insectes (eudémis et cochylis). De plusieurs rognages consistant à reciper ou couper les branches de vignes (rameaux) qui dépassent du système de palissage. Des vendanges mécaniques se réalisant avec une machine à vendanger ou une tête de récolte montée sur un enjambeur.

### Rendements
Le rendement visé est de 50 hl/ha et ne peut dépasser 58 hl/ha (48 à 56 pour les premiers crus).

## Vins

### Titres alcoométriques volumique minimal et maximal
| AOC                           | Rouge   | Rouge   |
| Titre alcoométrique volumique | minimal | maximal |
| Village                       | 10,5 %  | 13,5 %  |
| Premier cru                   | 11 %    | 14 %    |

### Vinification et élevage
Voici les méthodes générales de vinification de cette appellation. Il existe cependant des petites différences de méthode entre les différents viticulteurs et négociants.

#### Vinification en rouge
La récolte des raisins se fait à maturité et de façon manuelle ou mécanique. La vendange manuelle est le plus souvent triée, soit à la vigne soit à la cave avec une table de tri, ce qui permet d'enlever les grappes pourries ou insuffisamment mûres. La vendange manuelle est généralement éraflée puis mise en cuve. Une macération pré-fermentaire à froid est quelquefois pratiquée. La fermentation alcoolique peut démarrer, le plus souvent après un levurage. Commence alors le travail d'extraction des polyphénols (tanins, anthocyanes) et autres éléments qualitatifs du raisin (polysaccharides etc.). L'extraction se faisait par pigeage, opération qui consiste à enfoncer le chapeau de marc dans le jus en fermentation à l'aide d'un outil en bois ou aujourd'hui d'un robot pigeur hydraulique. Plus couramment, l'extraction est conduite par des remontages, opération qui consiste à pomper le jus depuis le bas de la cuve pour arroser le chapeau de marc et ainsi lessiver les composants qualitatifs du raisin. Les températures de fermentation alcoolique peuvent être plus ou moins élevées suivant les pratiques de chaque vinificateur avec une moyenne générale de 28 à 35 degrés au maximum de la fermentation. La chaptalisation est réalisée si le degré naturel est insuffisant : cette pratique est réglementée. À l'issue de la fermentation alcoolique suit l'opération de décuvage qui donne le vin de goutte et le vin de presse. La fermentation malolactique se déroule après, mais est dépendante de la température. Le vin est soutiré et mis en fût ou cuve pour son élevage. L'élevage se poursuit pendant plusieurs mois (12 à 24 mois) puis le vin peut être collé et/ou filtré avant d'être mis en bouteilles.

### Gastronomie, garde et température de service
Le pommard est astringent pendant ses premières années (jusqu'à environ 4 ans). D'une couleur profonde et un bouquet intense, il s'agit d'un vin de garde qui demande à bonifier pendant une dizaine d'années. On le sert vers 16-18 °C, de préférence avec du gibier ou des fromages corsés de type livarot ou pont-l'évêque.

## Économie

### Structure des exploitations
Il existe des domaines de tailles différentes. Ces domaines mettent tout ou une partie de leurs propres vins en bouteilles et s'occupent aussi de le vendre. Les autres, ainsi que ceux qui ne vendent pas tous leurs vins en bouteilles, les vendent aux maisons de négoce.
Les maisons de négoce achètent leurs vins, en général, en vin fait (vin fini) mais parfois en raisin ou en moût. Elles achètent aux domaines et passent par un courtier en vin qui sert d'intermédiaire moyennant une commission de l'ordre de 2 % à la charge de l'acheteur.

### Commercialisation
La commercialisation de cette appellation se fait par divers canaux de vente : dans les caveaux du viticulteur, dans les salons des vins (vignerons indépendants, etc.), dans les foires gastronomiques, par exportation, dans les cafés-hôtels-restaurants (CHR), dans les grandes et moyennes surfaces (GMS).